# Regionalflughafen Topeka

i7
i11
i13
Der Topeka Regional Airport (ehemals Forbes Field, IATA-Code: FOE, ICAO-Code: KFOE) ist ein öffentlicher Flughafen auf 329 m Seehöhe, 6 km südlich von Topeka, im Shawnee County, Kansas, in den Vereinigten Staaten. Die Fläche des Flughafens beträgt 1155 ha. Er hat zwei Betonpisten, mit 3902 m und 2134 m Länge.

## Geschichte
Der Flugdienst begann in den frühen 1930er Jahren mit einem kleinen Postunternehmen, United States Airways (keine Verbindung zur späteren US Airways), das eine Strecke zwischen Denver und Kansas City flog. Die Flüge machten Zwischenstopps in Goodland, Salina, und Topeka mit einem Metal Aircraft Flamingo für fünf Passagiere.
Nach dem Angriff auf Pearl Harbor am 7. Dezember 1941 genehmigte der Kongress das Bauprojekt des Topeka Army Air Field (TAAF) innerhalb von zwei Wochen. Acht Monate später wurde der fertiggestellte Luftwaffenstützpunkt, einschließlich der wichtigsten Gebäude, Hangars, Reparaturwerkstätten, Dampfheizwerke, Treibstofflager und drei 7000 mal 150 Fuß großen gepflasterten Start- und Landebahnen, offiziell vom Army Air Corps übernommen. Am 31. Oktober 1947 wurde der Topeka Army Air Field inaktiviert.
In den frühen 1940er Jahren nahmen drei neue Fluggesellschaften ihren Dienst auf und flogen Douglas DC-3-Flugzeuge über den Philip Billard Municipal Airport in der Nähe der Innenstadt von Topeka. Trans World Airlines (TWA) fügte Topeka als eine von vielen Stationen auf der transkontinentalen Route der Fluggesellschaft zwischen Los Angeles und New York hinzu. Topeka war eine Station zwischen Wichita und Kansas City. Die Fluggesellschaft rüstete später auf Martin 4-0-4-Flugzeuge um. Braniff International Airways fügte Topeka als eine von vielen Haltestellen auf ihrer Hauptstrecke zwischen Chicago und Houston hinzu. Topeka war auch eine Station zwischen Kansas City und Wichita. Continental Airlines fügte Topeka als Zwischenstopp auf einer Strecke zwischen Denver und Kansas City hinzu, die auch einen Zwischenstopp in Salina (Kansas), beinhaltete. Ozark Airlines bediente Topeka Anfang der 1950er Jahre auch kurz mit einer Route zwischen Kansas City und Tulsa, die in Topeka und zwei anderen Städten Halt machte. Ozark und Braniff beendeten den Dienst 1954, TWA endete 1958 und Continental endete 1960. Central Airlines nahm den Dienst 1958 mit DC-3 auf, indem sie die Strecken nach Kansas City und Wichita aufnahm, die früher von TWA und Braniff betrieben wurden. Die Fluggesellschaft nahm dann 1960 mit einer Convair 240 die Route von Continental nach Denver auf und wurde die einzige Fluggesellschaft in Topeka. Der Service von Central wurde fortgesetzt, bis das Unternehmen 1967 mit der ursprünglichen Frontier Airlines fusionierte. Frontier bediente Topeka dann mit Convair 580-Flugzeugen mit 50 Sitzplätzen mit Nonstop-Flügen nach Kansas City  sowie Flügen mit mehreren Zwischenstopps nach Denver, St. Louis und Wichita. Mehrere Lufttaxi- und Zubromgerfluggesellschaften boten Ende der 1960er und Anfang der 1970er Jahre Zubringerflüge nach Kansas City an, darunter Trans-Mo Airlines, Allen Aviation, Air Associates Inc. und Shawnee Air Commuter.
Nach dem Umzug in das aktuelle Forbes Field im Jahr 1976 sah Topeka mehrere neue Fluggesellschaften, von denen einige Jet-Service anboten: Frontier Airlines verbesserte ihren Service mit Boeing 737-200-Jets direkt nach Kansas City, Denver und Wichita und fügte Flüge nach Chicago O’Hare International Airport mit Zwischenstopp in Lincoln (Nebraska) hinzu. In den frühen 1980er Jahren betrieb Frontier auch Nonstop-Jets nach Manhattan (Kansas) und Joplin (Missouri). Die Fluggesellschaft führte den McDonnell Douglas MD-80-Jet in Topeka ein, kurz bevor sie 1984 den gesamten Dienst einstellte. Capitol Air Service begann um 1970 mit Shuttle-Flügen nach Kansas City, Manhattan, und Salina (Kansas). Von 1987 bis 1989 hatte die Fluggesellschaft eine Codeshare-Vereinbarung mit die neue Braniff Airways und betrieben als Braniff Express Capitol Air flog Cessna 402 und de Havilland Canada DHC-6 Twin Otter-Flugzeuge und stellte sie ungefähr zur Zeit des Zusammenbruchs von Braniff im Jahr 1989 ein. Trans Central Airlines bot Zubringerflüge nach Oklahoma City und nach Dallas Fort Worth 1981 und 1982 mit Fairchild Swearingen Metroliner-Flugzeugen an.
Air Midwest begann 1981 mit Zubringerflügen nach Kansas City mit Fairchild Swearingen Metroliner II-Flugzeugen. Air Midwest betrieb später mehrere Codeshare-Dienste mit großen Fluggesellschaften, der erste war 1985 mit Eastern Air Lines. Air Midwest operierte als Eastern Express und versorgte das Drehkreuz von Eastern in Kansas City, bis Eastern 1988 den Drehkreuzbetrieb von Kansas City auflöste. Zu diesem Zeitpunkt hatte Braniff ein Drehkreuz in Kansas City eingerichtet, und Air Midwest wurde zusammen mit Capitol Air zu einer Zubringer-Fluggesellschaft von Braniff Express. Innerhalb eines Jahres hatte Braniff geschlossen und Air Midwest kehrte zum Betrieb unter ihrer eigenen Marke nach Kansas City zurück. Air Midwest hatte auch Codeshare-Vereinbarungen mit anderen großen Fluggesellschaften, darunter eine mit TWA am Drehkreuz dieser Fluggesellschaft in St. Louis. Ende 1989 begann Air Midwest mit Nonstop-Flügen von Topeka nach St. Louis, die als Trans World Express operierten, während die Flüge nach Kansas City eingestellt wurden. Es wurden British Aerospace Jetstream 31-Flugzeuge verwendet. Dieser Dienst endete Anfang 1991, als Air Midwest in Kansas City ein weiteres Codeshare-Abkommen mit US Airways abschloss. Flüge nach Kansas City wurden wiederhergestellt, jetzt als US Airways Express mit Beechcraft 1900-Flugzeugen. Dieser Dienst war langfristig und wurde fortgesetzt, bis Air Midwest den Topeka-Dienst im November 2003 beendete. Air Midwest hatte von 1989 bis 2003 den einzigen Dienst in Topeka. Die 1980er Jahre waren die Boomjahre für den Verkehr in Forbes Field, da der Flughafen bis zu 180.000 Passagiere abfertigte pro Jahr. In den 1990er Jahren verzeichnete der Flughafen jedoch einen dramatischen Rückgang des Verkehrsaufkommens und der planmäßige Passagierverkehr wurde durch das Essential Air Service-Programm subventioniert. Dieser subventionierte Service endete im Mai 2003 aufgrund eines Bundesgesetzes, das eine Subvention von über 200 US-Dollar pro Passagier für Flughäfen innerhalb von 210 Meilen vom nächsten Flughafen mit großem oder mittlerem Hub verbietet (Kansas City International Airport, ein mittlerer Hub, ist 71 Meilen entfernt). Dies führte dazu, dass die letzte Fluggesellschaft, Air Midwest dba US Airways Express, den Dienst einstellte. Nach drei Jahren ohne Service kam Allegiant Air 2006 mit Nonstop-Jetflügen nach Las Vegas an zwei Tagen pro Woche nach Topeka. Die Fluggesellschaft verwendete McDonnell Douglas MD-80, stellte den Dienst jedoch am 30. Juli 2007 ein. Eine weitere Anstrengung zur Wiederbelebung des Linienflugverkehrs wurde unternommen, als United Express, betrieben von ExpressJet, am 7. Januar 2014 Flüge mit zwei Embraer-145-Regionaljets täglich nonstop zum O’Hare International Airport in Chicago aufnahm. Der Dienst dauerte jedoch nur acht Monate und endete am 2. September 2014.

## Flugbetrieb
Im Jahre 2021 haben 30.086 Flugbewegungen stattgefunden, davon 2.873 lokale Bewegungen, 8.504 Zwischenlandungen, 427 Air-Taxi-Flüge, 18.180 militärische Flüge und 102 Frachtflüge. 7 einmotorige Flugzeuge und 1 zweimotoriges Flugzeug, 6 Jetflugzeuge und 1 Helikopter waren 2021 hier stationiert.
Der Flughafen wird seit dem 2. September 2014 nicht mehr von Fluggesellschaften angeflogen.